# Список королей Саудовской Аравии
Король Саудовской Аравии (араб. الملك السعودي‎) — глава Саудовской Аравии и королевского Дома Саудитов. Первым королём Саудовской Аравии стал король Неджда и Хиджаза Абдул-Азиз ибн Сауд; все последующие короли являются его сыновьями.
В настоящее время наследником престола является кронпринц Мухаммед ибн Салман (род. 1985), сын короля Салмана и Фахды бинт Фалах Аль Хислаян.

## История титула
Абдул-Азиз ибн Сауд стал эмиром Неджда в 1901 году. К 1912 году Абдул-Азиз захватил почти весь регион Неджд. Он был провозглашён королём (маликом) Хиджаза в 1926 году и возвёл Неджд в королевство в 1927 году. В течение следующих пяти лет Ибн Сауд управлял двумя частями своего царства как отдельными единицами. 23 сентября 1932 года он официально объединил свои территории в Королевство Саудовская Аравия.
С 1986 года король носит титул «Хранитель двух святынь», введённый королём Фахдом вместо титула «Его Величество». «Две святыни» — это священные мечети аль-Харам в Мекке и Мечеть Пророка в Медине. До королей Саудовской Аравии этот титул носили, в частности, правители Арабского халифата, египетского государства Мамелюков и султаны Османской империи.
Основной закон Саудовской Аравии признаёт право на саудовский престол сыновей и внуков Абдул-Азиза, но не уточняет порядка наследования. Считается, что сыновья ибн Сауда имеют первостепенные права на трон.
с 1953 года король является также официальным главой правительства.

## Список правителей
| №  | Фото | Имя           | Дата рождения   | Начало правления | Конец правления          | Дата смерти          | Связь                                                                                   |
| -- | ---- | ------------- | --------------- | ---------------- | ------------------------ | -------------------- | --------------------------------------------------------------------------------------- |
| 1. |      | Абдул-Азиз II | 26 ноября 1880  | 22 сентября 1932 | 9 ноября 1953            | 9 ноября 1953        | Основатель королевства                                                                  |
| 2. |      | Сауд III      | 12 января 1902  | 9 ноября 1953    | 2 ноября 1964 (свергнут) | 23 февраля 1969      | Второй сын Абдул-Азиза (второй же из рождённых Вадхой бинт Мухаммед Аль Урайир)         |
| 3. |      | Фейсал II     | 14 апреля 1906  | 2 ноября 1964    | 25 марта 1975 (убит)     | 25 марта 1975 (убит) | Сын Абдул-Азиза (второй из рождённых Тарфой бинт Абдуллах ибн Абдуль-Латиф Аль аш-Шейх) |
| 4. |      | Халид II      | 13 февраля 1913 | 25 марта 1975    | 13 июня 1982             | 13 июня 1982         | Сын Абдул-Азиза (второй из рождённых Аль-Джаухарой бинт Мусаид ибн Джилюви)             |
| 5. |      | Фахд          | 16 марта 1921   | 13 июня 1982     | 1 августа 2005           | 1 августа 2005       | Сын Абдул-Азиза (старший из рождённых Хассой бинт Ахмад Ас-Судайри)                     |
| 6. |      | Абдалла IV    | 1 августа 1924  | 1 августа 2005   | 23 января 2015           | 23 января 2015       | Сын Абдул-Азиза (старший от Фахды бинт Аси Аль Шурайм)                                  |
| 7. |      | Салман        | 31 декабря 1935 | 23 января 2015   |                          |                      | Сын Абдул-Азиза (шестой сын от Хассы бинт Ахмад Ас-Судайри; полнородный брат Фахда)     |

## Временная шкала

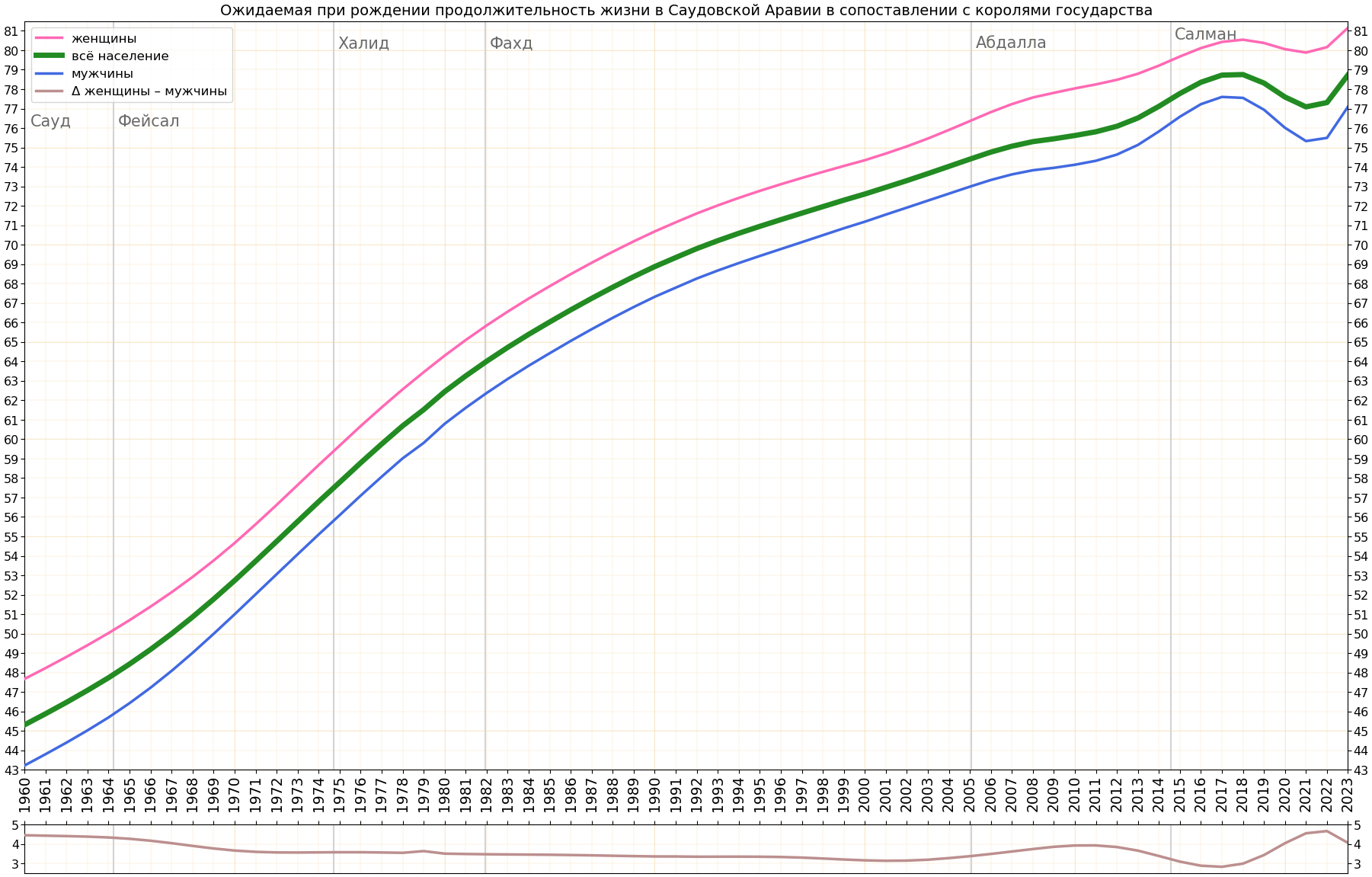
График изменения ожидаемой продолжительности жизни в Саудовской Аравии при различных королях

Дольше всего правил король Фахд, находившийся у власти 23 года и 1,5 месяца.
Менее всего правил Халид II, находившийся у власти 7 лет и 19 дней.